# Jacques Maurice Hatry

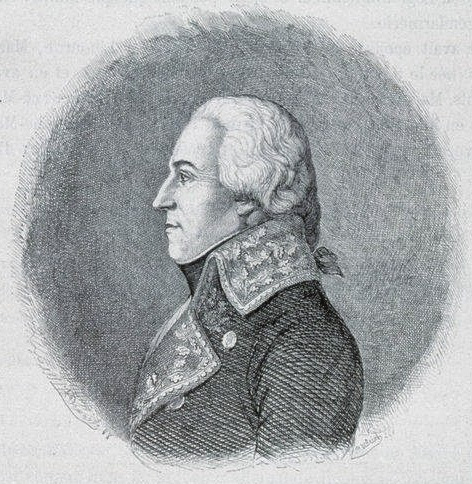
Jacques Maurice Hatry

Jacques Maurice Hatry (* 12. Februar 1742 in Straßburg; † 30. November 1802 in Paris) war ein französischer Général de division und Senator.

## Leben
Hatry entstammt einer angesehenen elsässischen Familie. Er trat in die königliche Armee ein und wurde schon sehr früh zu einem Bewunderer Napoleons. Um 1785 heiratete er Marie-Françoise Engelmann und hatte mit ihr einen Sohn, den späteren General August Charles Hatry (1788–1863).
Zum Ausbruch der Revolution – 1789 – stand Hatry bereits im Rang eines Colonels. Er nahm an den Revolutionskriegen teil und konnte sich mehrfach durch Tapferkeit auszeichnen. Unter anderem spielte er eine Schlüsselrolle in der Zweiten Schlacht bei Weißenburg, als er durch sein rechtzeitiges Eingreifen eine mögliche französische Niederlage verhinderte. Auf ihn soll auch der Schlachtruf zurückgehen «Landau ou la mort» (Landau oder der Tod). Am 30. Dezember 1797 übernahm Hatry aufgrund geheimer Zusatzkonvention zum Frieden von Campo-Formio kampflos die Festung Mainz. Anfang 1799 wurde François-Nicolas Fririon sein Stabschef; neben ihm kämpfte Hatry unter anderem in der Schlacht bei Verona (26. März 1799). Später wechselte Hatry in den Stab von General Barthélemy Louis Joseph Schérer und nahm unter anderem an der Schlacht bei Magnano (5. April 1799) teil.
Hatry war am Staatsstreich des 18. Brumaire VIII (9. November 1799) beteiligt und half mit, Napoleon als Ersten Konsul zu etablieren. Im März 1800 wurde Hatry zum Senator ernannt. Am 30. November 1802 starb Hatry an einem Schlaganfall im Alter von 60 Jahren. Seine letzte Ruhestätte fand er auf dem Friedhof Père-Lachaise.

## Ehrungen
- Sein Name findet sich am nördlichen Pfeiler (5. Spalte) des Triumphbogens am Place Charles-de-Gaulle (Paris).